# Никола Мутев
Никола Стефанов Мутев е български музикант.

## Биография
Роден е в Калофер. Брат е на просветния деец Димитър Мутев, поетесата Елена Мутева и юриста Христо Мутев. В периода 1840 – 1846 г. учи в Ришельовския лицей в Одеса. Солист е в хор и изпълнява български народни песни. За кратко пребивава в Неапол, а след това е студент в Римската консерватория, но загубва гласа си и се прехвърля в композиторския отдел. От 1849 г. живее в Болград и спомага за музикалното образование на бесарабските българи. Основател е на музикално дружество. Предполага се, че е автор на две композиции „Балканска рапсодия“ за малък оркестров състав и четири песни в български народен стил за висок глас и пиано.